# Gebouw van de Hongkong Shanghai Bank
Het gebouw van de Hongkong Shanghai Bank is gebouwd in 1911, in Jakarta, Indonesië. Het ontwerp is van Eduard Cuypers en Marius Hulswit.
De opdrachtgever voor het bankgebouw was de Hongkong Shanghai Bank. Het eerste ontwerp van Cuypers werd niet goedgekeurd door het Departement van Burgelijke Openbare Werken. Het was niet rationeel genoeg zoals dat onder andere door de invloedrijke Berlage in Nederland heel erg werd gepropageerd. Zij wilden een gebouw in de Nederlands-Indische stijl terwijl het eerste ontwerp veel Indische elementen bevatte en daardoor wel goed aansloot bij de omringende oude panden uit de VOC-tijd. Het ontwerp werd aangepast en er werden op de begane grond bogen toegevoegd en de luifels kregen zichtbare ophangingen. In het nieuwe ontwerp die wel werd goedgekeurd, bestaat de gevel uit vijf assen waarvan de middelste drie smaller zijn dan de buitenste twee. De buitenste assen komen uit in een tuitgevel waardoor het een Nederlands karakter kreeg. Op de gevel prijkte de naam van bank in tegels en het jaartal 1910. De tegels kwamen van de firma Van Hulst uit Harlingen. De oppervlakte van het pand, dat aan de Kali Besar verrees, bedraagt 19 x 53 meter. Een meter boven straatniveau bevindt zich de begane grond dat volgens de architecten zorgde voor een rijzige verhouding. Het pand heeft ook een eerste etage die met een aparte ingang is te bereiken. Het trappenhuis is gedecoreerd met gebrandschilderde ramen die afkomstig zijn van J. Jansen & Co uit Amsterdam. Binnen wordt het pand gedragen door kolommen die versierd zijn met Indische patronen. Na gereedkomen was het pand het grootste dat tot dan toe in Batavia, zoals Jakarta toen heette, gemaakt was van gewapend beton. De bouw heeft ruim een 100.000 gulden gekost.
Op de begane grond ging de bank zich vestigen. Op de bovenverdieping namen de China Mutual Insurance Company, een advocaat en een notaris hun intrek.